# Sarmentosin
Sarmentosin ist ein natürlich vorkommendes Glucosid, das eine Nitrilfunktion aufweist.

## Vorkommen
Sarmentosin kommt in mehreren Schmetterlingen der Gattung Abraxas vor und dient vermutlich der Verteidigung. Beim Stachelbeerspanner Abraxas grossulariata wurden vergleichsweise große Mengen von 570–650 μg pro Insekt nachgewiesen. Während Stachelbeerspanner die Verbindung höchstwahrscheinlich selbst biosynthetisieren, wird sie von anderen Arten sequestriert, also aus Nahrungspflanzen aufgenommen, zum Beispiel aus dem Japanischen Spindelstrauch (Euonymus japonicus), der die Verbindung ebenfalls enthält. Zu den Arten, die Sarmentosin vermutlich sequestrieren, gehören mehrere andere Vertreter der Gattung Abraxas, sowie einige Arten der Gattung Parnassius, zum Beispiel der Apollofalter (Parnassius apollo). Bei letzterer Gattung kommen möglicherweise Sequestrierung und eigene Biosynthese zusammen. Die Biosynthese in Pflanzen geht vom Isoleucin aus. Eine weitere Pflanze, die Sarmentosin enthält, ist Kalanchoe pinnata.

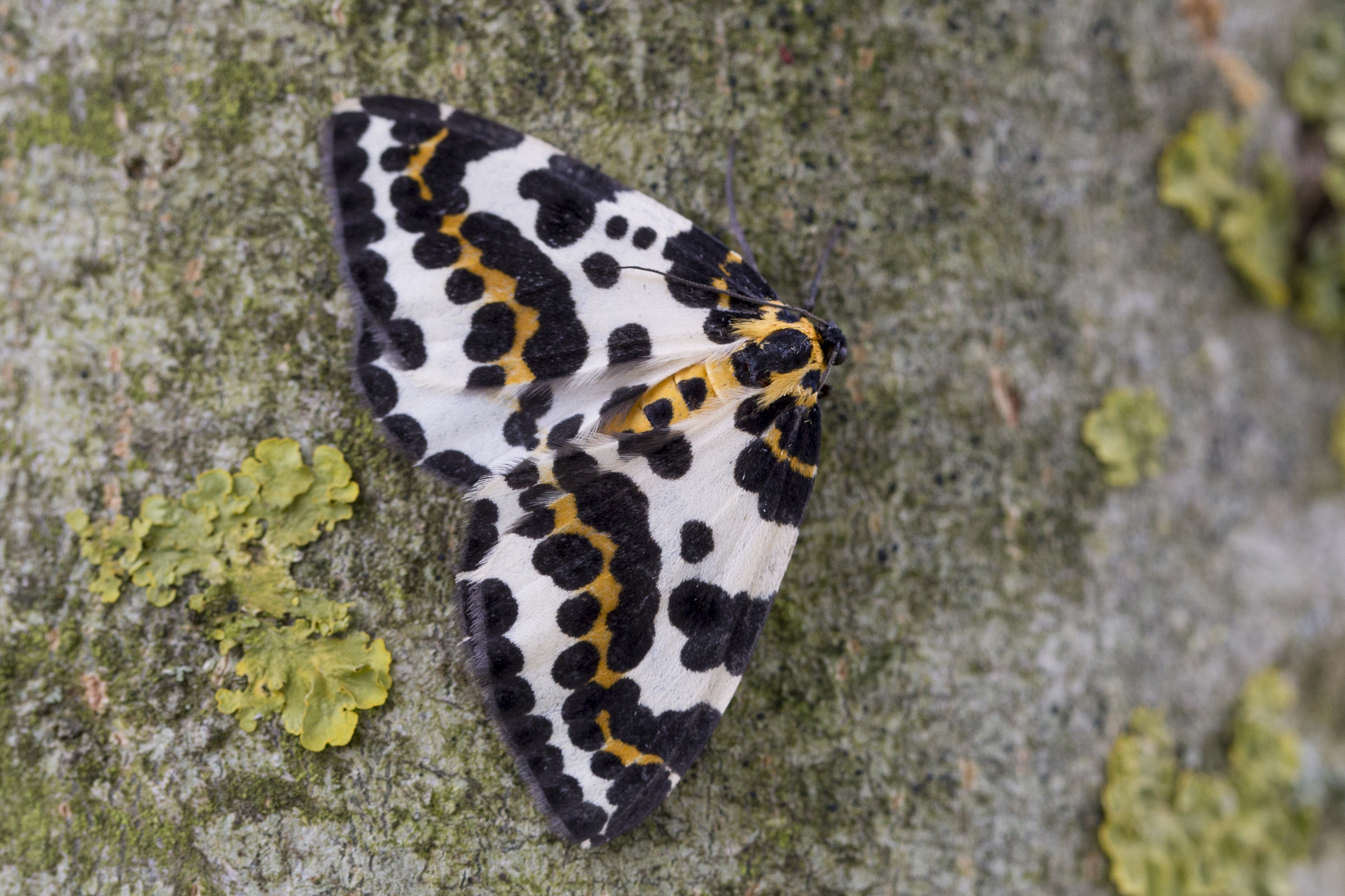
Stachelbeerspanner
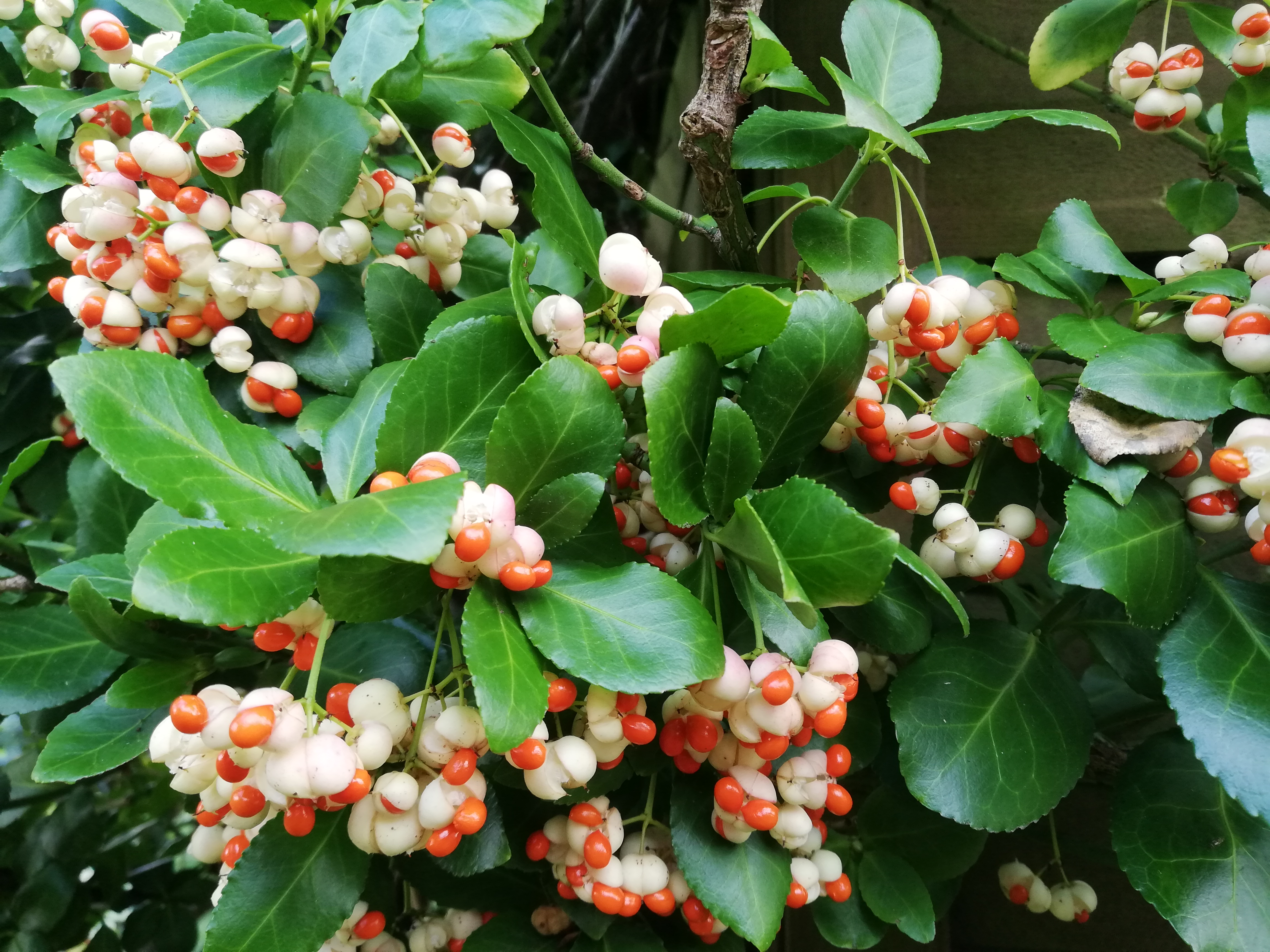
Japanischer Spindelstrauch

## Synthese
Die erste Synthese des Sarmentosins ging von 1,2,4-Butantriol aus. Dieses wurde zunächst in ein Acetonid überführt. Das erhaltene Produkt wurde dann glycosyliert, indem es in Gegenwart von Silber(I)-oxid und Molsieb (4 Å) mit Tetraacetylglucopyranosylbromid umgesetzt wurde. Anschließend wurde das Acetonid mit Methanol und para-Toluolsulfonsäure wieder gespalten. Die primäre Alkoholgruppe wurde durch Umsetzung mit Tritylchlorid, Triethylamin und Dimethylaminopyridin in Dichlormethan selektiv als Tritylether geschützt. Der sekundäre Alkohol wurde zunächst mit Pyridiniumchlorochromat und Natriumacetat zum Keton oxidiert und dann mit Acetoncyanhydrin in methanolischem Natriumhydrogencarbonat zum Cyanhydrin umgesetzt. Durch Reaktion mit Thionylchlorid und Pyridin für drei Tage wurde das Cyanhydrin zum (E)-Alken dehydratisiert. Der Tritylether konnte durch Umsetzung mit Trimethylsilyliodid in Chloroform entschützt werden, die Acetylgruppen am Glucose-Teil mit Triethylamin und Wasser in Methanol.